# بالا ديل مايورو
بالا ديل مايورو (بالإيطالية: Palasport Del Mauro)‏ صالة رياضية تستخدم لرياضة كرة السلة وكرة الطائرة وتقام فيها أحياناً عدد من الفعاليات الرياضية، تقع في مدينة أفيلينو التابعة إلى مقاطعة أفيلينو في إيطاليا، تتسع الصالة إلى 5,300 متفرج، وهي الصالة الرسمية لنادي إس إس فليتشي سكاندون الذي يلعب في ليغا باسكيت الدرجة الأولى، تم افتتاح القاعة سنة 2008.